# Frota dos Trens Urbanos do Rio de Janeiro
No quadro abaixo estão reunidos os trens de unidade elétrica (TUEs) do sistema de Trens Urbanos do Rio de Janeiro, operado pela SuperVia. Atualmente, toda a sua frota usa bitola larga (1.600 mm).

## Evolução da frota
| Ano  | Frota total | Frota operacional | Observações                                                                 |
| ---- | ----------- | ----------------- | --------------------------------------------------------------------------- |
| 1975 | 284         | 204               | Administração da RFFSA                                                      |
| 1980 | 268         | 248               |                                                                             |
| 1984 | 219         | ??                | Criação da CBTU                                                             |
| 1990 | ??          | 124               | [ 5 ]                                                                       |
| 1998 | 253         | 70                | Concessão para a SuperVia                                                   |
| 2000 | 253         | 123               | [ 7 ]                                                                       |
| 2005 | ??          | 133               | [ 8 ]                                                                       |
| 2010 | 180         | 161               | [ 9 ]                                                                       |
| 2014 | ??          | 208               | 25% da Frota possui mais de 50 anos.                                        |
| 2020 | ??          | 132               | Pandemia de COVID-19 no Brasil                                              |
| 2024 | 201         | 139               | Devolução da concessão pela SuperVia ao Governo do Estado do Rio de Janeiro |

## Frota atual
| Série | Imagem | Origem          | Ano/ Adquirente Inicial              | Fabricante                                                                               | Potência/ Aceleração | Trens/ Carros (2024)[carece de fontes?] |
| ----- | ------ | --------------- | ------------------------------------ | ---------------------------------------------------------------------------------------- | -------------------- | --------------------------------------- |
| 900   |        | Brasil · França | 1980 RFFSA                           | → Francorail → Cobrasma → MTE → Brown Boveri → Traction Cem Oerlikon → Jeumont Schneider | 2488 kW 0,80 m/s²    | 3/12                                    |
| 700   |        | Brasil          | 1981 RFFSA                           | → Mafersa → Hitachi                                                                      | 2520 kW 0,80 m/s²    | 1/4                                     |
| 2005  |        | Coréia          | 2006/2007 Central Logística SuperVia | → Hyundai Rotem                                                                          | 2520 kW 0,9 m/s²     | 20/ 80                                  |
| 3000  |        | China           | 2011/2012 Central Logística SuperVia | → CNR                                                                                    | 2860 kW 0,85 m/s²    | 100/ 400                                |
| 4000  |        | Brasil          | 2013/2014 SuperVia                   | → Alstom                                                                                 | 2860 kW 0,90 m/s²    | 19/ 156                                 |
| 5000  |        | Brasil          | 2016/2017 SuperVia                   | → Alstom                                                                                 | 2860 kW 0,90 m/s²    | 5/ 42                                   |

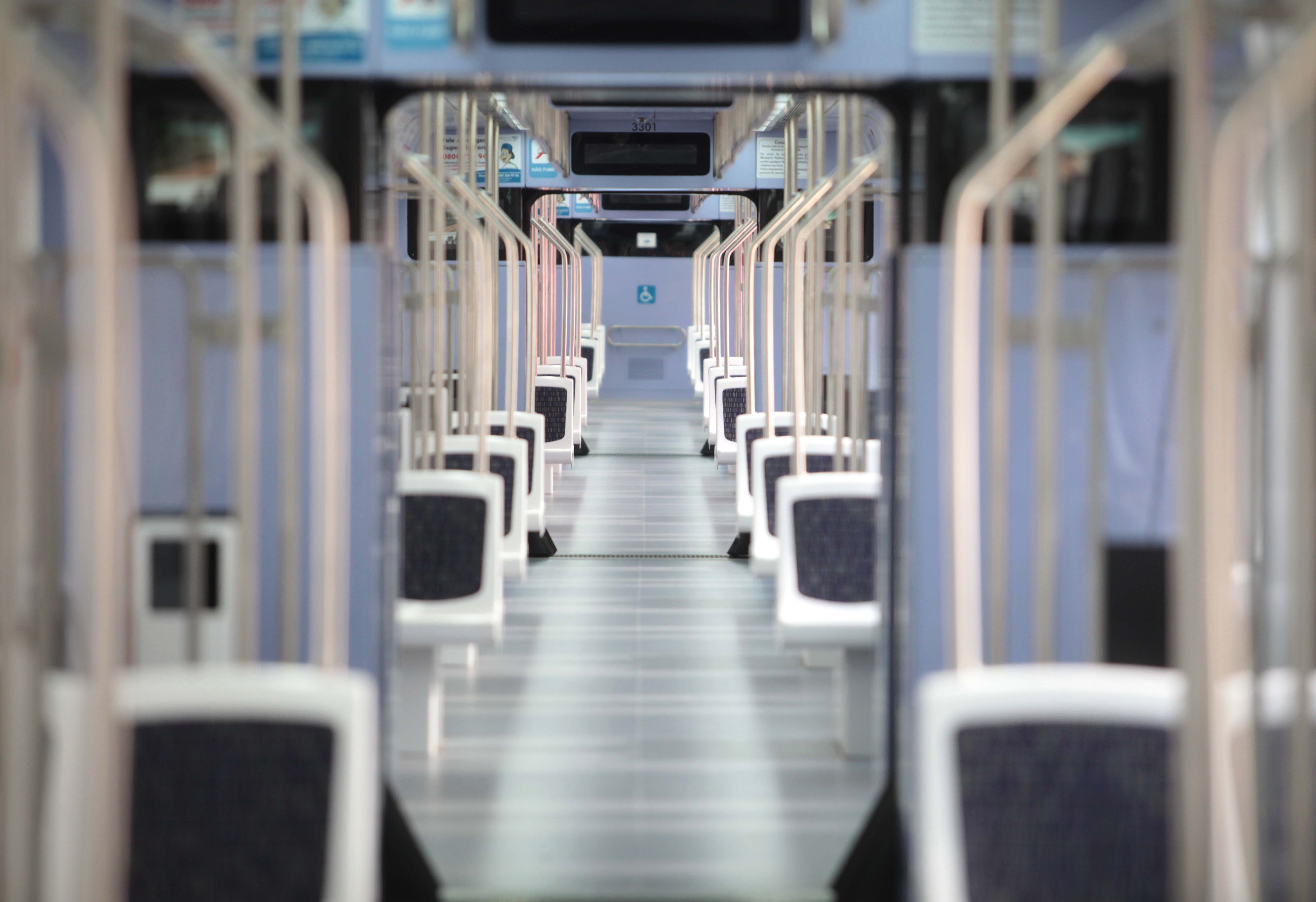
Interior da Série 3000
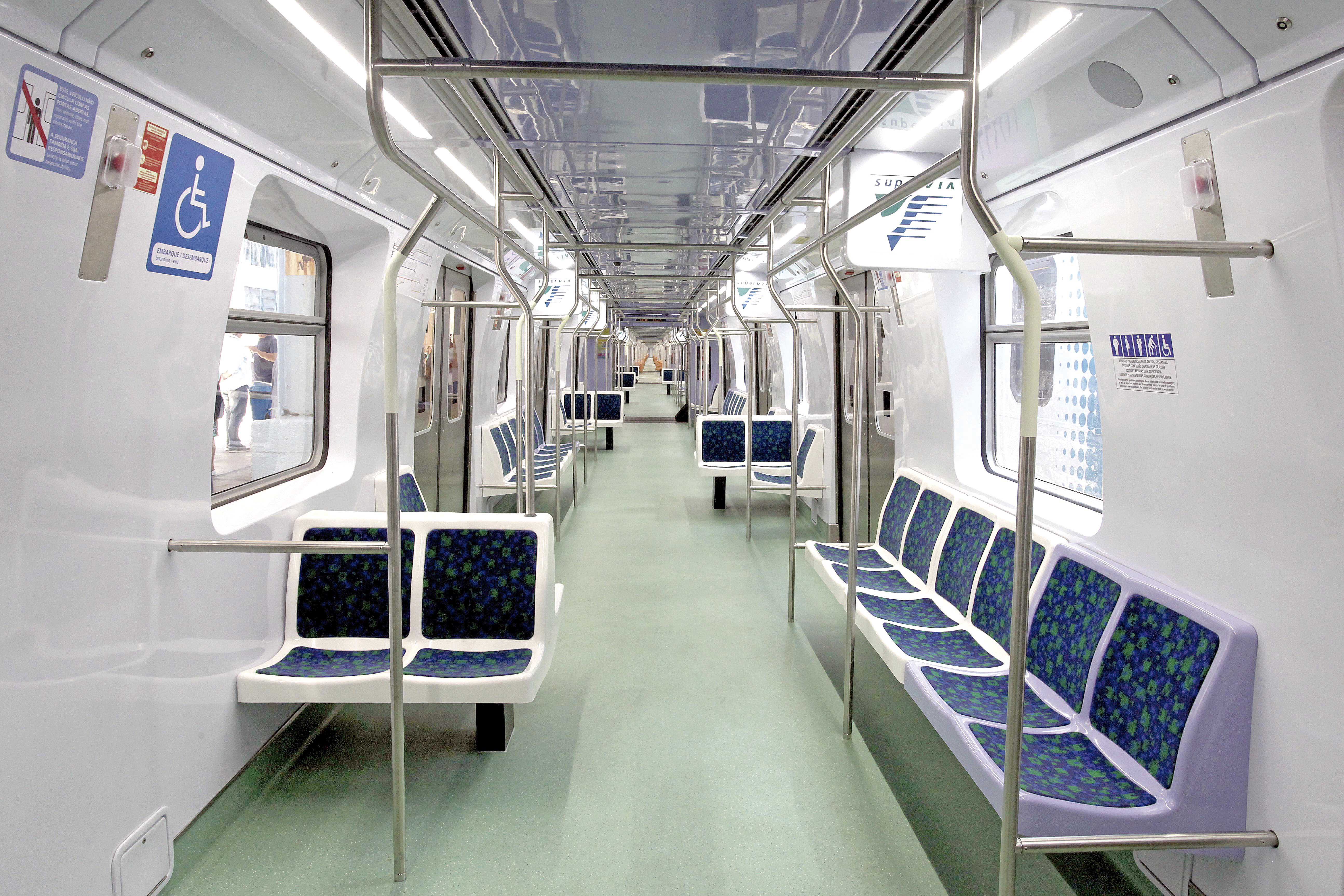
Interior da Série 4000
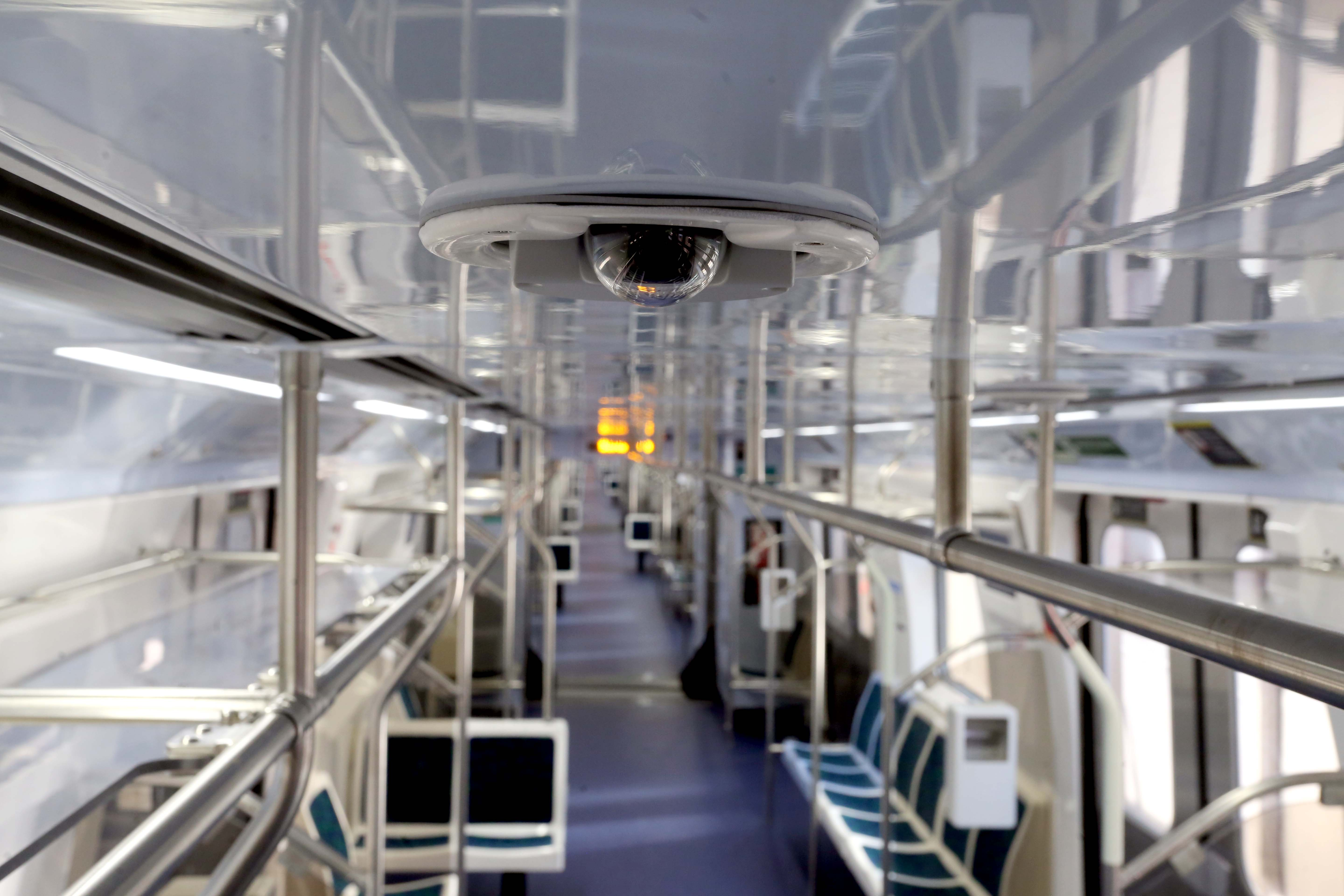
Interior da Série 5000

## Frota baixada
| Série    | Imagem | Origem               | Ano/ Adquirente Inicial | Fabricante                                                                                         | Potência/ Aceleração |
| -------- | ------ | -------------------- | ----------------------- | -------------------------------------------------------------------------------------------------- | -------------------- |
| 200 1000 |        | Reino Unido · Brasil | 1954 EFCB 1992 CBTU     | → Metropolitan Vickers/Metropolitan Cammell [en] → FNV → Cobrasma → Santa Matilde → Mafersa (1992) | 1260 kW 0,55 m/s²    |
| 400      |        | Brasil · EUA         | 1965 EFCB               | → Santa Matilde → FNV → Cobrasma → General Electric                                                | 1260 kW 0,55 m/s²    |
| 500      |        | Japão                | 1977 RFFSA              | → Hitachi → Nippon Sharyo [ja]                                                                     | 2520 kW 0,80 m/s²    |
| 800 8000 |        | Brasil · Alemanha    | 1980 RFFSA              | → Santa Matilde → Villares → GEC Traction → MAN                                                    | 2208 kW 0,80m/s²     |
| 9000     |        | Brasil · França      | 1980 RFFSA              | → Francorail → Cobrasma → MTE → Brown Boveri → Traction Cem Oerlikon → Jeumont Schneider           | 2488 kW 0,80 m/s²    |